# Грассер, Эразм
Эразм Грассер (нем. Erasmus Grasser; 1450, Шмидмюлен — 1518, Мюнхен) — архитектор и скульптор поздней немецкой готики.

## Жизнь и творчество
Грассера считают продолжателем школы Николауса Герхарта. Он работал в основном с деревом, реже с камнем, в небольшой области так называемой «Старой Баварии». Грассер был уроженцем Верхнего Пфальца (Бавария), но ещё в молодости переселился в Мюнхен. Впервые его имя упоминается в документах цеха живописцев Мюнхена в 1474 году. Около 1477 года он женился на Доротее Кальтенпруннер, девушке из мелкоземельной знати. С 1480 года он уже работал в качестве мастера в Мюнхене и окрестностях и стал «главным строителем» при дворе герцога Альбрехта IV Баварского. В 1513—1518 годах был членом городского совета. Он также считался специалистом по геодезическим работам, гидротехнике и строителем мостов. В 1507 году Грассер получил заказ от герцога Альбрехта на ремонт соляных заводов в Райхенхоле.
В 1480 году, вероятно, благодаря своему мастерству, он был единогласно избран главой гильдии живописцев, к которой принадлежали и резчики. Не в последнюю очередь благодаря женитьбе он стал одним из самых богатых горожан Мюнхена. Ему принадлежал дом на улице Швабингер-Гассе.
С 1477 года Эразм Грассер работал над украшением танцевального и актового зала Старой Ратуши в Мюнхене. В 1480 году он завершил для этого зала шестнадцать фигур танцоров, так называемых «Танцоров морески» (Moriskentänzer), благодаря которым вошёл в историю искусства. Мореска — это средневековое европейское танцевально-игровое действо воинственного характера под ритмичную музыку. Восходит к воинственным танцам крещёных испанских мавров (их называли морисками). Известны профессиональные танцоры морески испанского происхождения. Фигуры вырезаны из дерева, раскрашены и позолочены. Их высота от 65 до 90 см. Они отличаются экспрессией, удивительно живой мимикой и жестикуляцией. 
Из шестнадцати скульптур Эразма Грассера сохранилось десять, судьба шести неизвестна. Фигуры были укреплены на высоте около пяти метров на выступающих консолях галереи между стеной и перекрытием Танцевального зала первого этажа Старой ратуши. Фигуры танцоров были частью геральдической программы, символизирующей имперские притязания герцога Альбрехта IV Баварского. В 1931 году оригиналы были заменены копиями и помещены в городской музей, поэтому пережили разрушение Старой ратуши во время Второй мировой войны. «Дом танцев» был реконструирован и вновь открыт в 1977 году и снова используется для городских мероприятий.
Эразм Грассер также создал дубовые резные скамьи хора в соборе Фрауэнкирхе (1502) и статуи главного алтаря церкви паломников в Рамерсдорфе (1502—1506). Грассеру приписывают создание скульптурной группы «Погребение Девы Марии», хотя это мог быть его последователь. Эта произведение изображает Марию в гробу, который несут к месту Её последнего упокоения. Эта история не упоминается в Библии. В апокрифическом сборнике под названием «Transitus Mariae», приписываемом епископу Мелитону Сардийскому, рассказано, что Мария умерла в присутствии апостолов, и они Её похоронили.
Творчество Грассера характерно соединением традиций поздней готики и экспрессивной манерности произведений бургундской скульптурной школы «осени средневековья».

## Танцоры морески. 1480. Дерево, роспись, золочение. Городской музей, Мюнхен

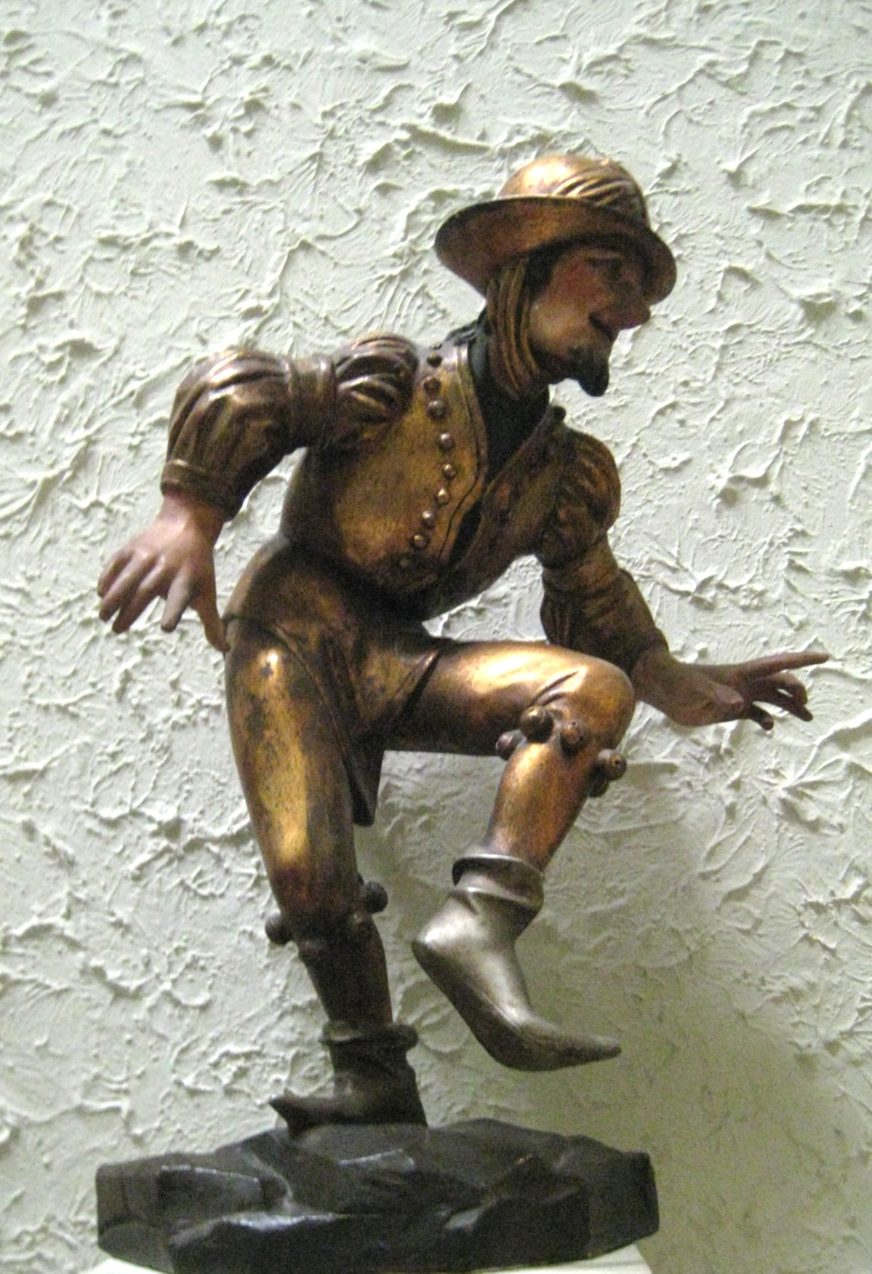
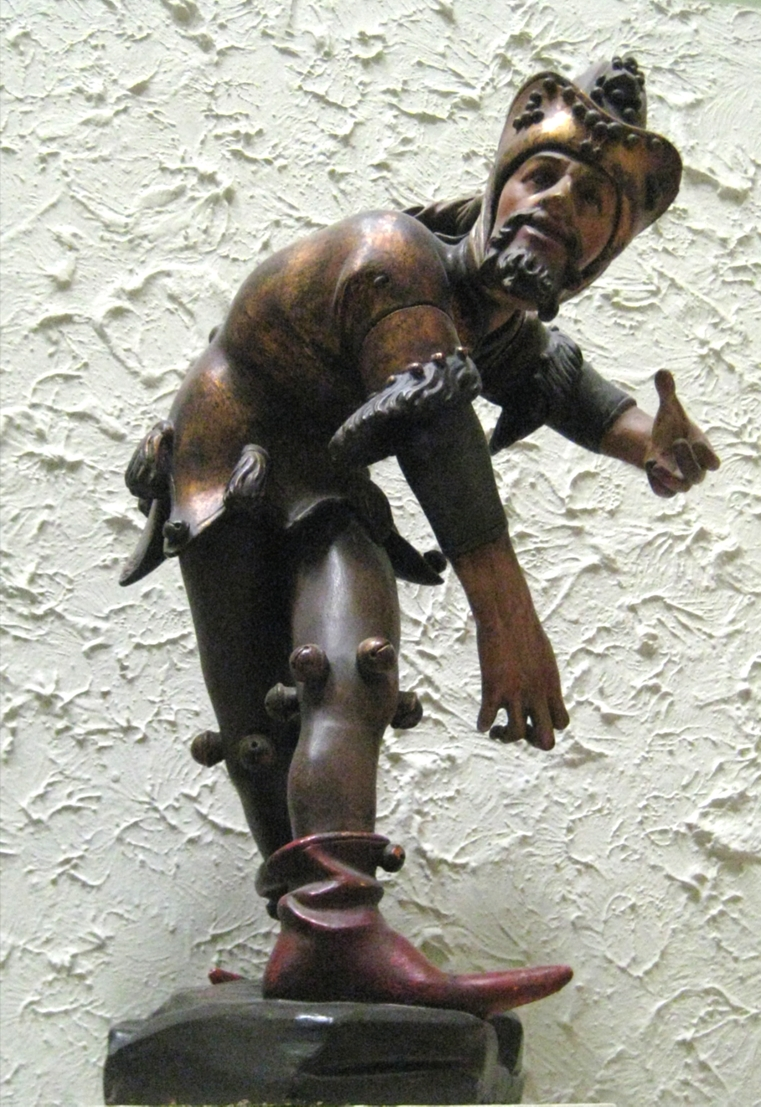
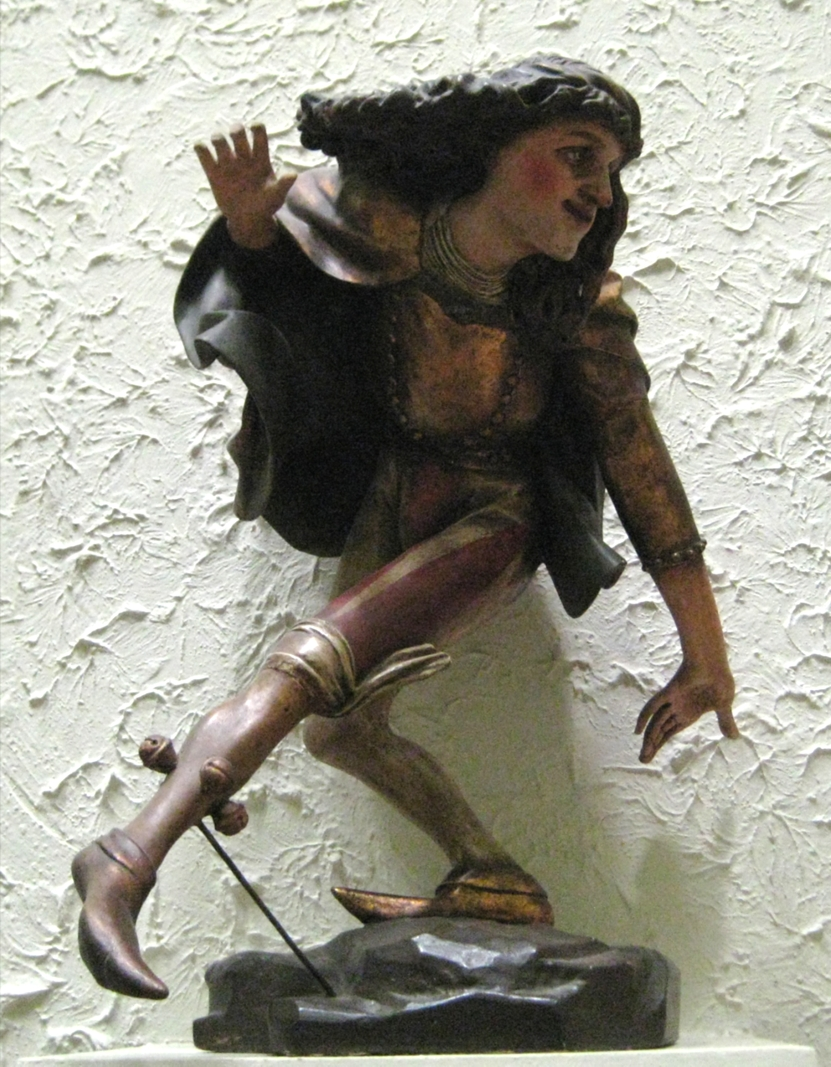
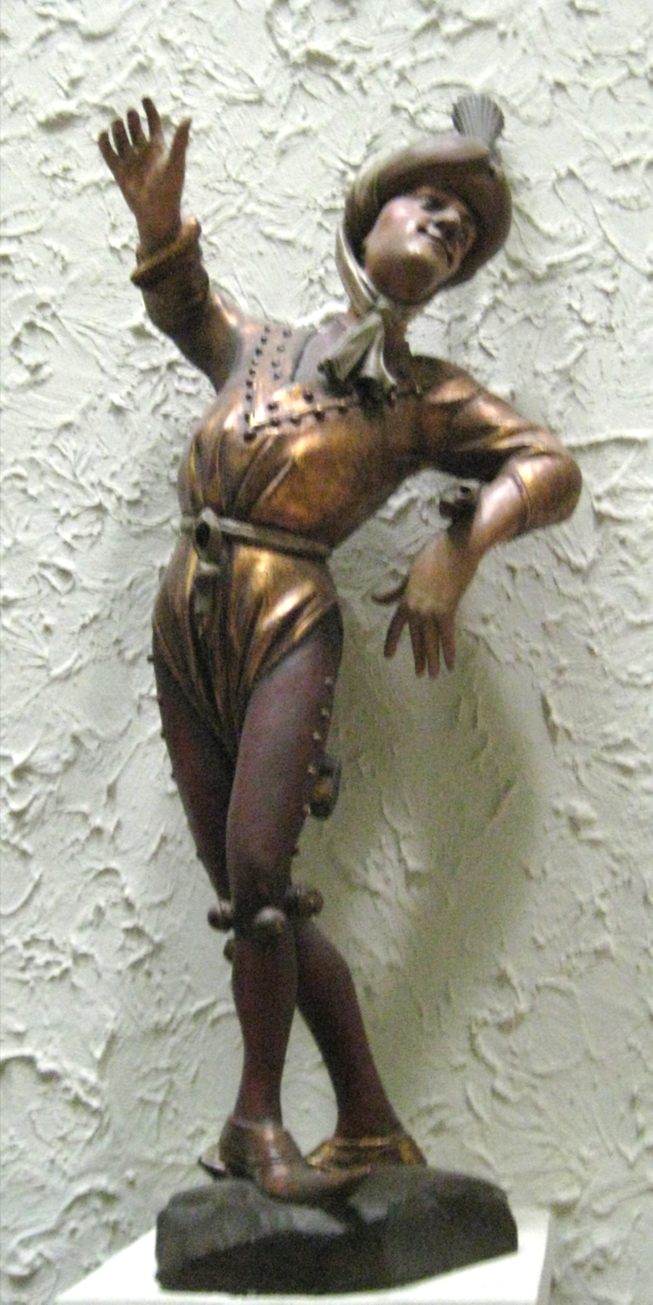
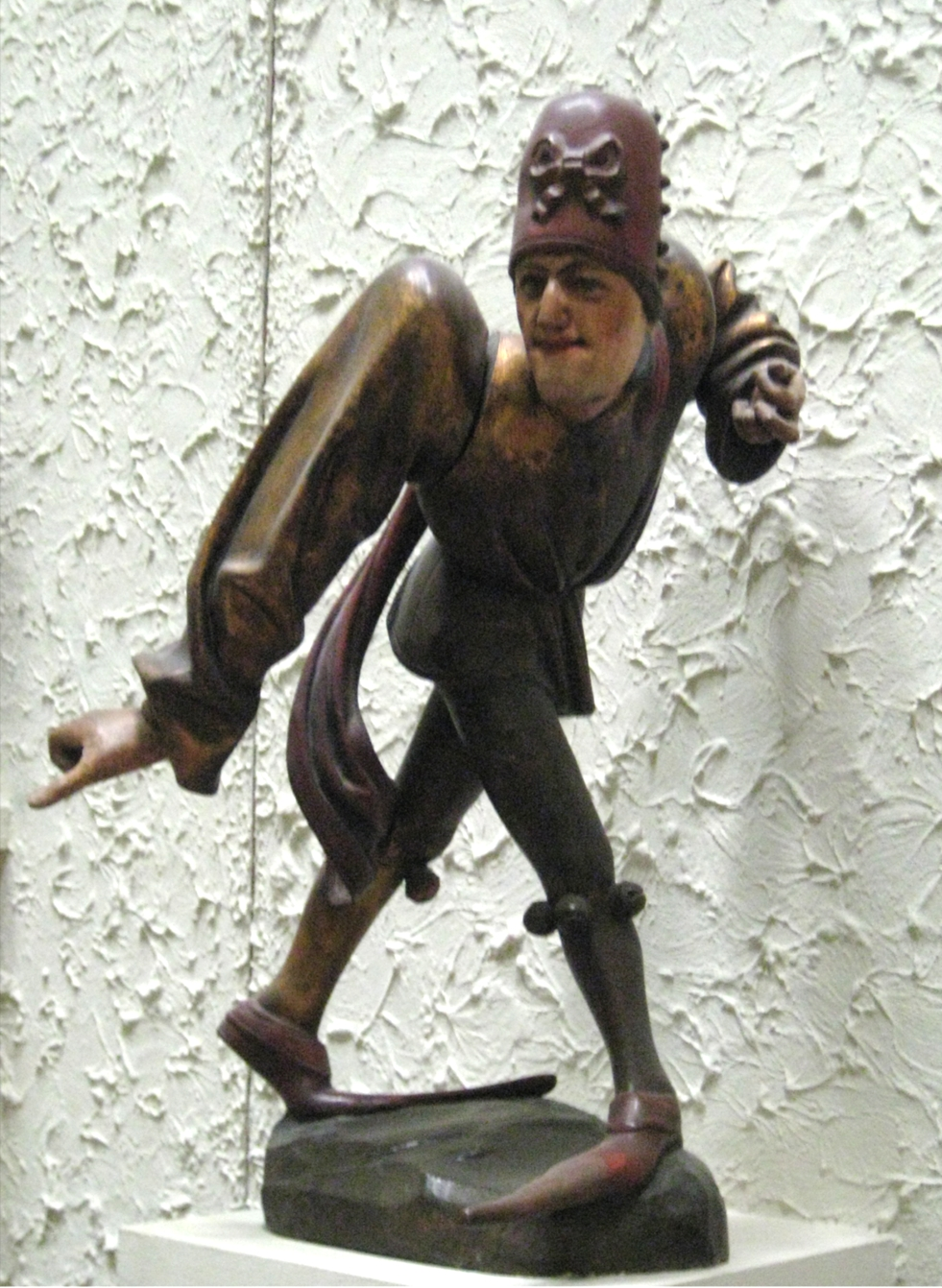
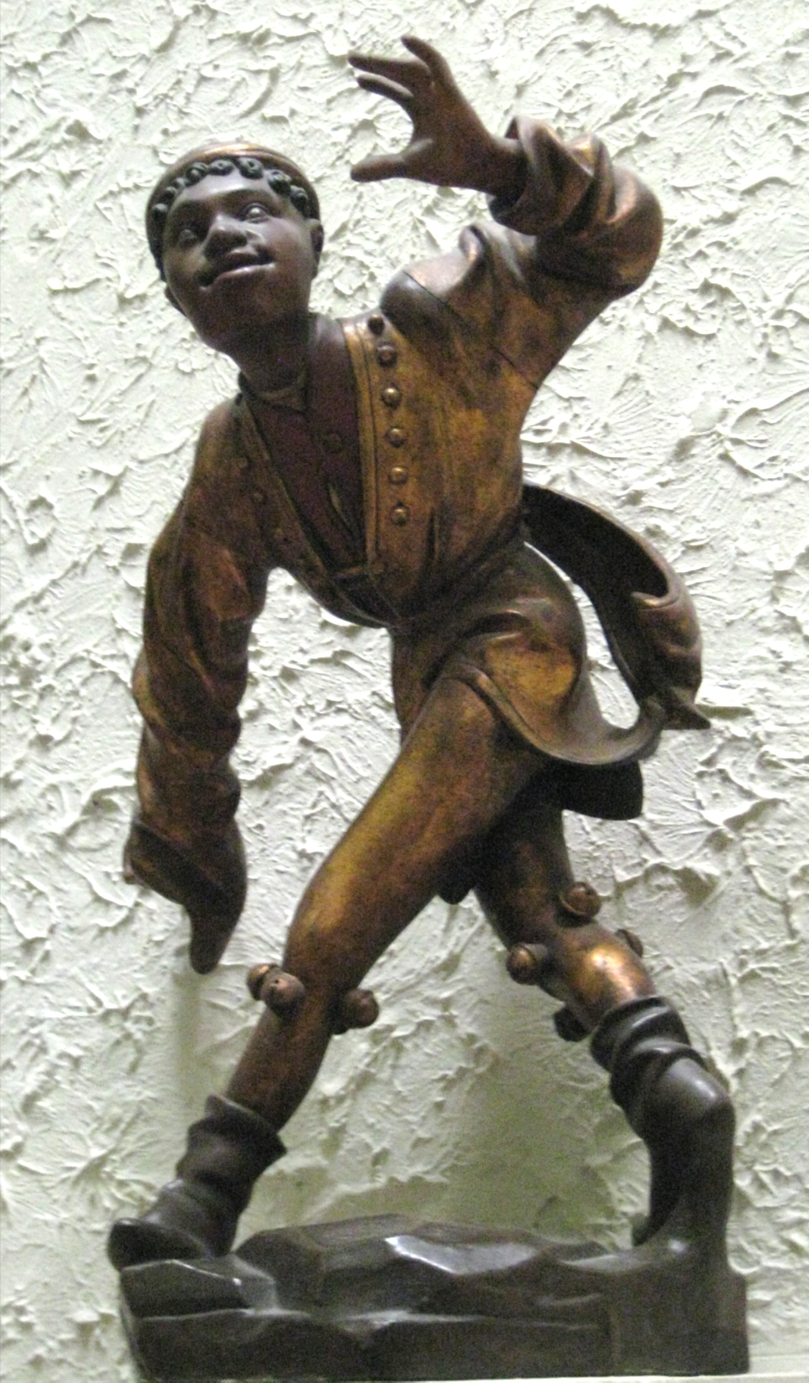
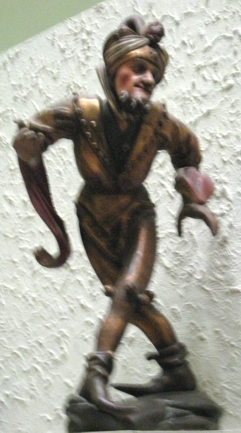
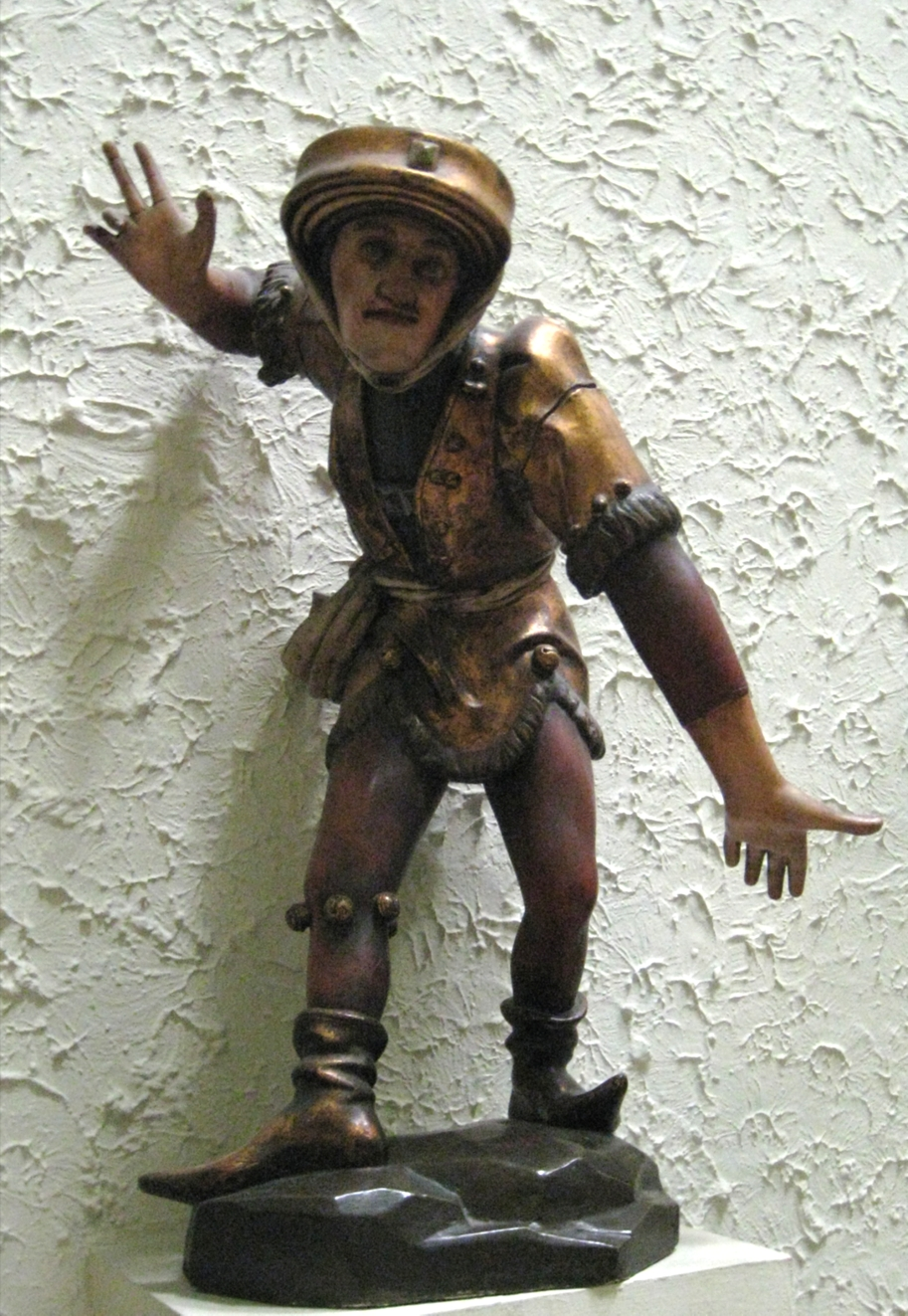
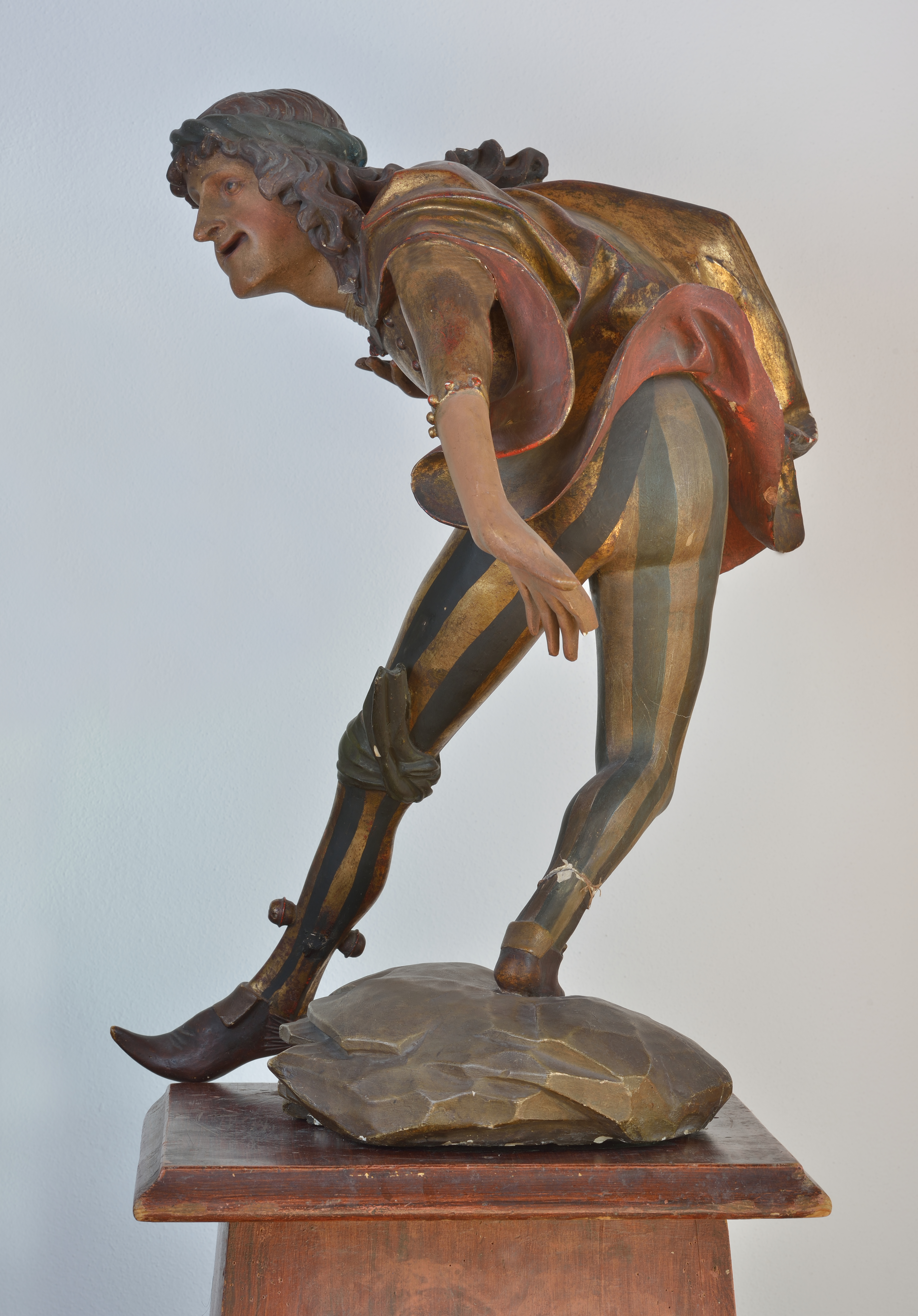
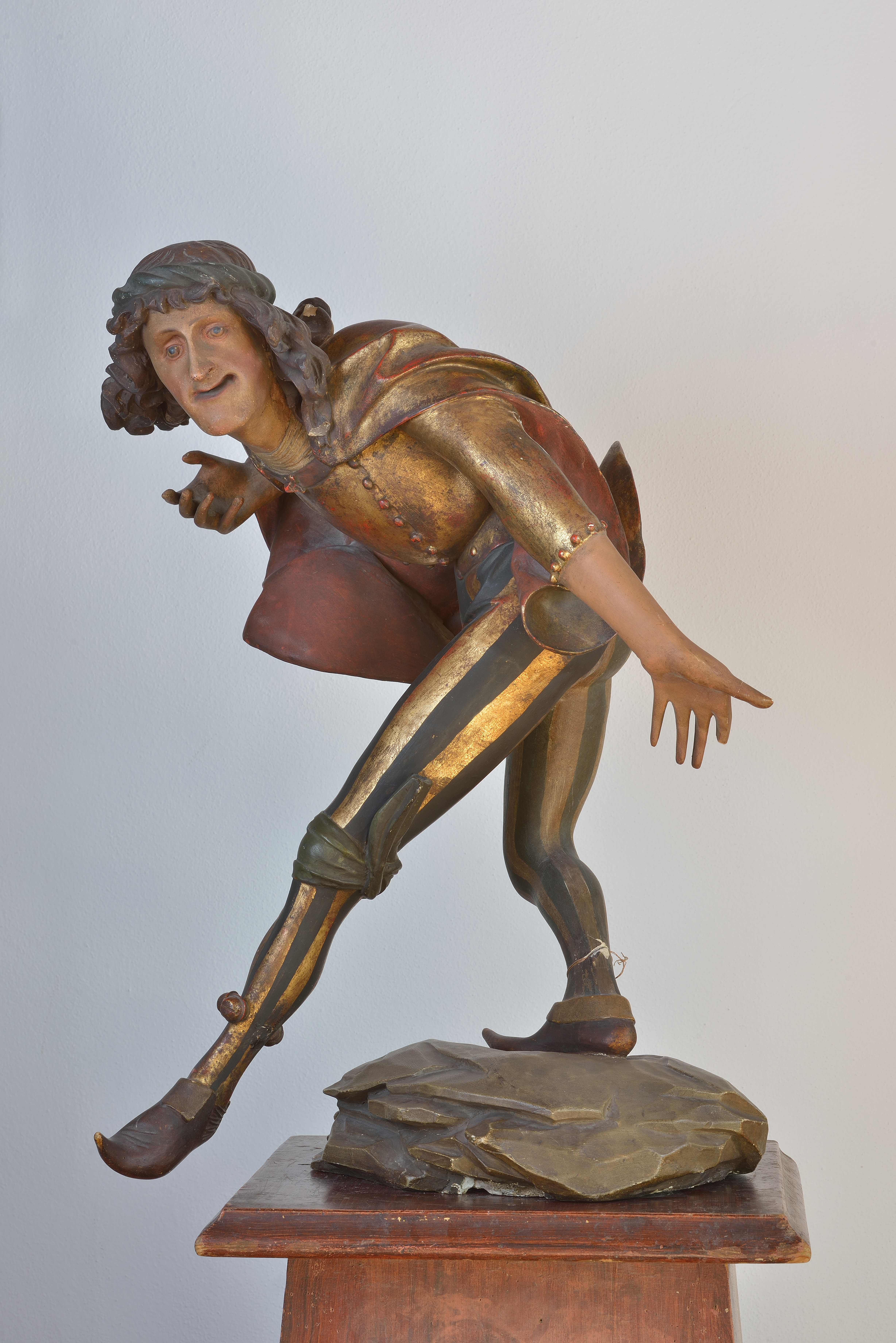